# Jaśnica (dopływ Miedzianki)
Jaśnica lub Ślad – potok górski w północnych Czechach i południowo-zachodniej Polsce w woj. dolnośląskim, w powiecie zgorzeleckim, w gminie miejsko-wiejskiej Bogatynia na Pogórzu Zachodniosudeckim, w Obniżeniu Żytawsko-Zgorzeleckim.
Górski potok, o długości około 7,46 km, lewy dopływ Miedzianki, jest ciekiem IV rzędu należącym do dorzecza Odry, zlewiska Morza Bałtyckiego.

## Charakterystyka
Źródło potoku położone jest w Czechach na wysokości ok. 345 m n.p.m. na zachodnim zboczu wzniesienia Kamenný vrch, na północ od dzielnicy Hrádek nad Nisou Václavice. W części źródliskowej, potok przez niewielki odcinek płynie w kierunku północno-zachodnim szeroką, płytko wciętą, niezalesioną doliną, na północno-zachodnim zboczu wzniesienia Kamenný vrch. Po 600 m potok szerokim łukiem skręca na północ w kierunku granicy polsko-czeskiej, gdzie po przepłynięciu ok. 1,2 km przy znakach granicznych nr. IV/137/9-137/10 opuszcza terytorium Czech i wpływa na obszar Polski i płynie w kierunku ujścia, gdzie w Bogatyni na wysokości ok. 195 m n.p.m. uchodzi do Miedzianki. Zasadniczy kierunek biegu potoku jest północno-wschodni. Jest to potok górski odwadniający południowo-wschodnią część Pogórza Zachodniosudeckiego. Potok uregulowany w większości swojego biegu płynie wśród terenów zabudowanych. Brzegi częściowo zadrzewione, koryto potoku kamienisto-żwirowe słabo spękane, dno bez roślin. Potok charakteryzuje się dużymi nie wyrównanymi spadkami podłużnymi.

## Inne
- Eksploatacja złoża węgla brunatnego przez KWB „Turów”spowodowała częściowe przekształcenie istniejącej sieci hydrograficznej Jaśnicy[5]. Koryto rzeki zostało wskutek eksploatacji częściowo przesunięte i obetonowane a od strony odkrywkowej Kopalni Węgla Brunatnego Turów wykonano wał ziemny o wysokości 7m. Od miejscowości Opolno Zdrój Jaśnica płynie do Bogatyni sztucznym korytem[5].
- Potok należy do Regionu Wodnego Górnej Odry, w zlewni rzeki Nysy Łużyckiej.
- Jaśnica (Ślad) jest największym dopływem Miedzianki[5].

## Ciekawostki
- Na niektórych mapach potok nosi nazwę Ślad. Wg Region. Zarz. Gospodar. Wodnej potok nosi nazwę Jaśnica.[7]
- Urzędowa polska nazwa potoku Ślad jest adaptacją fonetyczną nazwy niemieckiej (niem Schlader Bach). Ślad jest nazwą odapelatywną.[8]

## Dopływy
- P Wądolno

Kilka bezimiennych strumieni i potoków mających źródła na zboczach przyległych wzniesień.

## Miejscowości nad rzeką
Opolno Zdr, Bogatynia.